# Jasień (gromada w powiecie lipnowskim)
Jasień – dawna gromada, czyli najmniejsza jednostka podziału terytorialnego Polskiej Rzeczypospolitej Ludowej w latach 1954–1972.
Gromady, z gromadzkimi radami narodowymi (GRN) jako organami władzy najniższego stopnia na wsi, funkcjonowały od reformy reorganizującej administrację wiejską przeprowadzonej jesienią 1954 do momentu ich zniesienia z dniem 1 stycznia 1973, tym samym wypierając organizację gminną w latach 1954–1972.
Gromadę Jasień z siedzibą GRN w Jasieniu utworzono – jako jedną z 8759 gromad na obszarze Polski – w powiecie lipnowskim w woj. bydgoskim, na mocy uchwały nr 24/8 WRN w Bydgoszczy z dnia 5 października 1954. W skład jednostki weszły obszary dotychczasowych gromad Jasień, Julkowo, Kamień Kmiecy, Turza Nowa i Turza Wilcza ze zniesionej gminy Tłuchowo oraz obszar dotychczasowej gromady Będzeń ze zniesionej gminy Czarne w tymże powiecie. Dla gromady ustalono 21 członków gromadzkiej rady narodowej.
Gromadę zniesiono 31 grudnia 1959, a jej obszar włączono do gromad Tłuchowo (wsie Jasień, Rumunki Jasieńskie, Turza Nowa, Turza Nowa Rumunki, Turza Wilcza, Turza Wilcza Rumunki, Julkowo, Kamień Kmiecy i Rumunki Kamieńskie) i Wielgie (wsie Będzeń i Rumunki Będzeń) w tymże powiecie.